# Новорагулинский
Новорагу́линский — посёлок в Туркменском районе (муниципальном округе) Ставропольского края России.
До 16 марта 2020 года входил в состав Красноманычского сельсовета.

## География
Расстояние до краевого центра: 170 км.
Расстояние до районного центра: 48 км.

## История
В 1964 году Указом Президиума ВС РСФСР посёлок Первая ферма совхоза «Красный Маныч» переименован в Новорагулинский.
На 1 марта 1966 года посёлок входил в состав Красноманычского сельсовета Апанасенковского района Ставропольского края:8.

## Население
| 1989 | 2002 | 2010 | 2014 |
| ---- | ---- | ---- | ---- |
| 323  | ↘264 | ↘247 | ↘200 |

По данным переписи 2002 года, в национальной структуре населения русские составляли 26 %, даргинцы — 55 %.

## Кладбище
В посёлке есть общественное открытое кладбище. Расположено в 470 м севернее дома № 20 по улице Рабочей. Площадь участка 1339 м².